# Persone di cognome Rossi
| Questa pagina contiene informazioni ricavate automaticamente dalle voci biografiche con l'ausilio del template Bio e di un bot. L'aggiornamento è periodico e automatico e ricostruisce completamente la pagina. Se manca una persona in questa lista, sei pregato di non aggiungerla, ma accertati piuttosto che la sua voce biografica contenga il template Bio e che i dati anagrafici siano correttamente compilati. Se il template Bio manca, inseriscilo tu stesso o, in alternativa, metti l'avviso {{tmp\|Bio}} che ne segnala la mancanza. Se i dati riportati sono sbagliati, correggi direttamente la voce biografica; le modifiche saranno visibili in questa lista entro pochi giorni. Per chiarimenti vedi il progetto antroponimi. La lista contiene solo le 461 persone che sono citate nell'enciclopedia e per le quali è stato implementato correttamente il template Bio. Pagina aggiornata al 23 lug 2025. |

Questa è una lista di persone presenti nell'enciclopedia che hanno il cognome Rossi, suddivise per attività principale.

## Agronomi(1)
- Giovanni Rossi, agronomo, veterinario e anarchico italiano (Pisa, n. 1856 - Pisa, † 1943)

## Allenatori di calcio(16)
- Dario Rossi, allenatore di calcio e ex calciatore italiano (Alatri, n. 1972)
- Delio Rossi, allenatore di calcio e ex calciatore italiano (Rimini, n. 1960)
- Ezio Rossi, allenatore di calcio e ex calciatore italiano (Torino, n. 1962)
- Federico Rossi, allenatore di calcio e ex calciatore italiano (Fidenza, n. 1957)
- Ferdinando Rossi, allenatore di calcio e ex calciatore italiano (Avenza, n. 1952)
- Gianpaolo Rossi, allenatore di calcio e ex calciatore italiano (Viadana, n. 1955)
- Italo Rossi, allenatore di calcio e calciatore italiano (Milano, n. 1898 - Sanremo, † 1978)
- Leonardo Rossi, allenatore di calcio e ex calciatore italiano (Atina, n. 1960)
- Léon Rossi, allenatore di calcio e calciatore francese (Villefranche-sur-Mer, n. 1923 - Nizza, † 2007)
- Marco Rossi, allenatore di calcio e ex calciatore italiano (Torino, n. 1964)
- Marco Rossi, allenatore di calcio e ex calciatore italiano (Forlì, n. 1963)
- Maurizio Rossi, allenatore di calcio e ex calciatore italiano (Parma, n. 1970)
- Maurizio Rossi, allenatore di calcio e ex calciatore italiano (Rezzato, n. 1959)
- Renzo Rossi, allenatore di calcio e ex calciatore italiano (Giacciano con Baruchella, n. 1951)
- Roberto Rossi, allenatore di calcio e ex calciatore italiano (Cesena, n. 1962)
- Rolando Rossi, allenatore di calcio e calciatore italiano (Ancona, n. 1922 - Falconara Marittima, † 2017)

## Allenatori di hockey su ghiaccio(1)
- Rico Rossi, allenatore di hockey su ghiaccio e ex hockeista su ghiaccio canadese (Toronto, n. 1965)

## Allenatori di pallacanestro(1)
- Alessandro Rossi, allenatore di pallacanestro italiano (Napoli, n. 1983)

## Altisti(1)
- Eugenio Rossi, altista sammarinese (n. 1992)

## Antropologhe(1)
- Annabella Rossi, antropologa e fotografa italiana (Roma, n. 1933 - Roma, † 1984)

## Arbitri di calcio(2)
- Gabriele Rossi, ex arbitro di calcio e allenatore di calcio sammarinese (Rimini, n. 1966)
- Pier Paolo Rossi, ex arbitro di calcio italiano (Roma, n. 1962)

## Archeologi(2)
- Girolamo Rossi, archeologo, storico e numismatico italiano (Ventimiglia, n. 1831 - Ventimiglia, † 1914)
- Ottavio Rossi, archeologo e poeta italiano (Brescia, n. 1570 - Brescia, † 1630)

## Architetti(9)
- Carlo Rossi, architetto e urbanista italiano (Napoli, n. 1775 - San Pietroburgo, † 1849)
- Aldo Rossi, architetto e teorico dell'architettura italiano (Milano, n. 1931 - Milano, † 1997)
- Aldo Loris Rossi, architetto italiano (Bisaccia, n. 1933 - Napoli, † 2018)
- Domenico Rossi, architetto svizzero (Morcote, n. 1657 - Venezia, † 1737)
- Domenico Egidio Rossi, architetto italiano (Fano, n. 1659 - Fano, † 1715)
- Ettore Rossi, architetto e dirigente sportivo italiano (Fano, n. 1894 - Modena, † 1968)
- Mario Rossi, architetto italiano (Roma, n. 1897 - Cairo, † 1961)
- Piero Ostilio Rossi, architetto e saggista italiano (Taranto, n. 1948)
- Tullio Rossi, architetto italiano (Roma, n. 1903 - Firenze, † 1995)

## Artiste(1)
- Gisella Rossi, artista italiana (Monte Vidon Combatte, n. 1962)

## Artisti(2)
- Maurizio Rossi, artista italiano (Roma, n. 1942)
- Riccardo Rossi, artista, scultore e medaglista italiano (Massa, n. 1911 - Massa, † 1983)

## Attori(16)
- Alberto Rossi, attore italiano (Livorno, n. 1966)
- Armando Rossi, attore e commediografo italiano (Modena, n. 1909 - Torino, † 1988)
- Camillo Rossi, attore, regista e scultore italiano (Bari, n. 1907 - Pescara, † 1982)
- Carlo Rossi, attore e regista teatrale italiano (Milano, n. 1955)
- Davide Rossi, attore italiano (Pagani, n. 1986)
- Gabriele Rossi, attore e ballerino italiano (Alatri, n. 1988)
- Gino Rossi, attore italiano
- Leo Rossi, attore statunitense (Trenton, n. 1946)
- Luciano Rossi, attore italiano (Roma, n. 1934 - Roma, † 2005)
- Massimiliano Rossi, attore e regista teatrale italiano (Napoli, n. 1970)
- Paolo Rossi, attore, comico e cabarettista italiano (Monfalcone, n. 1953)
- Pier Maria Rossi, attore italiano
- Riccardo Rossi, attore, personaggio televisivo e comico italiano (Roma, n. 1962)
- Sergio Rossi, attore e doppiatore italiano (Valmontone, n. 1921 - Roma, † 1998)
- Theo Rossi, attore e produttore cinematografico statunitense (New York, n. 1975)
- Vittorio Rossi Pianelli, attore e regista italiano (Torino, n. 1875 - Roma, † 1953)

## Attori teatrali(3)
- Cesare Rossi, attore teatrale italiano (Fano, n. 1829 - Bari, † 1898)
- Ernesto Rossi, attore teatrale italiano (Livorno, n. 1827 - Pescara, † 1896)
- Quirino Rossi, attore teatrale svizzero (Lavertezzo, n. 1919 - Gordola, † 1995)

## Attrici(8)
- Adalgisa Rossi, attrice italiana (Soresina, n. 1883 - Roma, † 1967)
- Emanuela Rossi, attrice, doppiatrice e direttrice del doppiaggio italiana (Roma, n. 1959)
- Giuliana Rossi, attrice italiana (Firenze, n. 1933 - Firenze, † 2005)
- Livia Rossi, attrice italiana (Milano, n. 1993)
- Lucia Rossi, attrice italiana (San Giustino, n. 1982)
- Luisa Rossi, attrice italiana (Milano, n. 1925 - Roma, † 1984)
- Rosa Diletta Rossi, attrice italiana (Roma, n. 1988)
- Serena Rossi, attrice, cantante e conduttrice televisiva italiana (Napoli, n. 1985)

## Attrici pornografiche(1)
- Claudia Rossi, ex attrice pornografica slovacca (Myjava, n. 1983)

## Avvocati(5)
- Francesco Rossi, avvocato e politico italiano (Sasso di Bordighera, n. 1863 - Genova, † 1948)
- Giuseppe Antonio Rossi, avvocato e politico italiano (Catanzaro, n. 1818 - Catanzaro, † 1910)
- Luigi Rossi, avvocato, giurista e politico italiano (Verona, n. 1867 - Roma, † 1941)
- Luigi Rossi, avvocato e politico svizzero (Croglio, n. 1864 - Bellinzona, † 1890)
- Luigi Rossi, avvocato, politico e filantropo italiano (Milano, n. 1852 - Milano, † 1911)

## Baritoni(1)
- Marcello Rossi, baritono italiano (Pisa, n. 1913 - Pisa, † 1998)

## Bobbisti(1)
- Gino Rossi, bobbista italiano

## Calciatori(49)
- Julio Hernán Rossi, ex calciatore argentino (Mar del Plata, n. 1977)
- Adriano Rossi, calciatore italiano (Fidenza, n. 1931 - Fidenza, † 2017)
- Agustín Rossi, calciatore argentino (Buenos Aires, n. 1995)
- Alessandro Rossi, calciatore italiano (Viterbo, n. 1997)
- Andrea Rossi, ex calciatore italiano (San Benedetto del Tronto, n. 1986)
- Antonio Rossi, ex calciatore italiano (Vaiano, n. 1933)
- Aristide Rossi, calciatore italiano (Cremona, n. 1914 - Cremona, † 1937)
- Armandino Rossi, calciatore italiano
- Bruno Rossi, calciatore italiano (Portoferraio, n. 1915 - La Spezia, † 1977)
- Bruno Rossi, calciatore italiano (Ascoli Piceno, n. 1911 - Venezia, † 1992)
- Camillo Rossi, ex calciatore italiano (Sermide, n. 1932)
- Dante Carlos Rossi, calciatore argentino (Guerrico, n. 1987)
- Elio Rossi, calciatore italiano (Pesaro, n. 1927 - Pesaro, † 2009)
- Emilio Rossi, calciatore italiano (Milano, n. 1906)
- Ero Rossi, calciatore italiano (Sermide, n. 1931 - Bologna, † 2000)
- Fabio Rossi, ex calciatore italiano (Genova, n. 1971)
- Fausto Rossi, calciatore italiano (Torino, n. 1990)
- Francesco Rossi, ex calciatore italiano (Milano, n. 1974)
- Francesco Rossi, calciatore italiano (Alessandria, n. 1919 - Savona, † 2000)
- Francesco Rossi, calciatore italiano (Merate, n. 1991)
- Genaro Rossi, calciatore argentino (Rosario, n. 2002)
- Generoso Rossi, ex calciatore italiano (Qualiano, n. 1979)
- Gianni Rossi, calciatore e allenatore di calcio italiano (Venezia, n. 1936 - Venezia, † 2021)
- Giorgio Rossi, calciatore italiano (Fiume, n. 1907)
- Giovanni Rossi, ex calciatore italiano (Orzinuovi, n. 1984)
- Giulio Rossi, calciatore italiano (Locate di Triulzi, n. 1912 - † 1974)
- Giulio Rossi, calciatore italiano (Borgo San Donnino, n. 1905)
- Giuseppe Rossi, ex calciatore statunitense (Teaneck, n. 1987)
- Guerrino Rossi, calciatore italiano (Monticelli d'Ongina, n. 1934 - Cremona, † 1996)
- Iván Rossi, calciatore argentino (Buenos Aires, n. 1993)
- Javier Rossi, calciatore argentino (La Plata, n. 1982)
- Karim Rossi, calciatore svizzero (Zurigo, n. 1994)
- Marco Rossi, calciatore italiano (Parma, n. 1987)
- Mariano Rossi, calciatore italiano (Vicenza, n. 1914)
- Mario Rossi, calciatore italiano (Arezzo, n. 1935 - Arezzo, † 1998)
- Néstor Rossi, calciatore e allenatore di calcio argentino (Buenos Aires, n. 1925 - Buenos Aires, † 2007)
- Ottavio Rossi, calciatore italiano (Adria, n. 1916 - Copparo, † 2005)
- Paolo Rossi, calciatore italiano (Prato, n. 1956 - Siena, † 2020)
- Paolo Rossi, calciatore italiano (Chiavari, n. 1879 - Genova, † 1944)
- Piero Rossi, calciatore italiano
- Pietro Rossi, calciatore italiano
- Romeo Rossi, calciatore italiano (Castello d'Argile, n. 1916 - Budrio, † 1995)
- Rubén Dario Rossi, ex calciatore argentino (Buenos Aires, n. 1973)
- Sebastiano Rossi, ex calciatore italiano (Cesena, n. 1964)
- Secondo Rossi, calciatore e allenatore di calcio italiano (Oviglio, n. 1920 - † 2018)
- Tomás Rossi, calciatore argentino (San Francisco, n. 1999)
- Youssef Rossi, ex calciatore marocchino (Casablanca, n. 1973)
- Óscar Pablo Rossi, calciatore argentino (Capital Federal, n. 1930 - † 2012)
- Óscar Guillermo Rossi, calciatore argentino (n. 1931 - † 1957)

## Canottieri(1)
- Cesare Rossi, canottiere italiano (Gossolengo, n. 1904 - Piacenza, † 1952)

## Cantanti(6)
- Christian, cantante italiano (Palermo, n. 1947)
- Francis Rossi, cantante e chitarrista inglese (Peckham, n. 1949)
- Anacleto Rossi, cantante italiano (Firenze, n. 1890 - Firenze, † 1968)
- Angelo "Leadbelly" Rossi, cantante, chitarrista e produttore discografico italiano (Ancona, n. 1954)
- Reginaldo Rossi, cantante e compositore brasiliano (Recife, n. 1944 - Recife, † 2013)
- Tino Rossi, cantante e attore francese (Ajaccio, n. 1907 - Neuilly-sur-Seine, † 1983)

## Cantautori(5)
- Alex Rossi, cantautore francese (Auch, n. 1969)
- Fausto Rossi, cantautore italiano (Sacile, n. 1954)
- Luciano Rossi, cantautore italiano (Roma, n. 1945 - Roma, † 2023)
- Vasco Rossi, cantautore italiano (Zocca, n. 1952)
- Stefano Rosso, cantautore e chitarrista italiano (Roma, n. 1948 - Roma, † 2008)

## Cantautrici(1)
- Valeria Rossi, cantautrice italiana (Tripoli, n. 1969)

## Cardinali(6)
- Agnelo Rossi, cardinale e arcivescovo cattolico brasiliano (Campinas, n. 1913 - Indaiatuba, † 1995)
- Ferdinando Maria de' Rossi, cardinale e patriarca cattolico italiano (Cortona, n. 1696 - Roma, † 1775)
- Leonardo Rossi, cardinale e francescano italiano (Giffoni Valle Piana - Avignone, † 1407)
- Luigi de' Rossi, cardinale italiano (Firenze, n. 1474 - Roma, † 1519)
- Opilio Rossi, cardinale e arcivescovo cattolico italiano (New York, n. 1910 - Roma, † 2004)
- Raffaele Carlo Rossi, cardinale e arcivescovo cattolico italiano (Pisa, n. 1876 - Crespano del Grappa, † 1948)

## Cestiste(5)
- Anna Rossi, ex cestista italiana (Thiene, n. 1985)
- Bianca Rossi, ex cestista italiana (Ponzano Veneto, n. 1954)
- Chiara Rossi, cestista italiana (Rovigo, n. 1988)
- Francesca Rossi, ex cestista italiana (Forlì, n. 1968)
- Nika Rossi, ex cestista italiana (n. 1927)

## Cestisti(7)
- Armando Rossi, cestista peruviano (Ayacucho, n. 1915 - Lima, † 1977)
- Giacomo Rossi, ex cestista italiano (Porto San Giorgio, n. 1951)
- Marco Rossi, cestista italiano (Tradate, n. 1981)
- Massimo Rossi, ex cestista italiano (San Giovanni Valdarno, n. 1963)
- Paolo Rossi, ex cestista e allenatore di pallacanestro italiano (Roma, n. 1948)
- Pier Filippo Rossi, ex cestista, allenatore di pallacanestro e procuratore sportivo italiano (Rimini, n. 1974)
- Santo Rossi, cestista italiano (Villacaccia, n. 1940 - Pesaro, † 2020)

## Ciclisti su strada(7)
- Andrea Rossi, ex ciclista su strada italiano (Senigallia, n. 1979)
- Dino Rossi, ciclista su strada italiano (Livorno, n. 1920 - Firenze, † 2008)
- Enrico Rossi, ex ciclista su strada e pistard italiano (Cesena, n. 1982)
- Jules Rossi, ciclista su strada italiano (Boccolo de' Tassi, n. 1914 - Champigny-sur-Marne, † 1968)
- Maurizio Rossi, ex ciclista su strada italiano (Rimini, n. 1962)
- Romeo Rossi, ciclista su strada italiano (Naters, n. 1912)
- Tullio Rossi, ex ciclista su strada italiano (Roma, n. 1948)

## Comici(1)
- Eleazaro Rossi, comico e conduttore televisivo italiano (Forlimpopoli, n. 1982)

## Compositori(10)
- Angelo Rossi, compositore, arrangiatore e partigiano italiano (Cava Manara, n. 1924 - Pavia, † 2012)
- Carlo Alberto Rossi, compositore, editore e produttore discografico italiano (Rimini, n. 1921 - Milano, † 2010)
- Carlo Ubaldo Rossi, compositore, arrangiatore e produttore discografico italiano (Monaco di Baviera, n. 1958 - Moncalieri, † 2015)
- Francesco Rossi, compositore e abate italiano (Bari, n. 1627 - † 1699)
- Isidoro Rossi, compositore italiano (Correggio, n. 1815 - Pavia, † 1884)
- Lauro Rossi, compositore italiano (Macerata, n. 1810 - Cremona, † 1885)
- Luigi Rossi, compositore e musicista italiano (Torremaggiore - Roma, † 1653)
- Luigi Felice Rossi, compositore e critico musicale italiano (Brandizzo, n. 1805 - Torino, † 1863)
- Michelangelo Rossi, compositore, violinista e organista italiano (Genova - Roma, † 1656)
- Salamone Rossi, compositore e musicista italiano (Mantova - Mantova, † 1630)

## Compositori di scacchi(1)
- Pietro Rossi, compositore di scacchi italiano (Treviso, n. 1924 - Matera, † 2020)

## Compositrici(1)
- Camilla de Rossi, compositrice italiana (forse Roma - forse Vienna)

## Condottieri(15)
- Federico II de' Rossi, condottiero italiano (San Secondo Parmense, n. 1660 - San Secondo Parmense, † 1754)
- Filippo Maria de' Rossi, condottiero italiano (Parma - Corniglio, † 1529)
- Giovanni de' Rossi, condottiero italiano (San Secondo Parmense, n. 1431 - San Secondo Parmense, † 1502)
- Giulio Cesare de' Rossi, condottiero italiano (San Secondo Parmense, n. 1519 - Chiaravalle, † 1554)
- Guido de' Rossi, condottiero italiano (San Secondo Parmense - Venezia, † 1490)
- Marsilio de' Rossi, condottiero italiano (Parma, n. 1287 - Venezia, † 1337)
- Orlando de' Rossi, condottiero italiano (Parmense - Milano)
- Orlando de' Rossi, condottiero italiano (San Secondo Parmense)
- Pier Maria II de' Rossi, condottiero italiano (Berceto, n. 1413 - Torrechiara, † 1482)
- Pietro de' Rossi, condottiero italiano (n. 1303 - Monselice, † 1337)
- Pietro Maria IV de' Rossi, condottiero italiano (San Secondo Parmense, n. 1620 - Farfengo, † 1653)
- Troilo I de' Rossi, condottiero italiano (San Secondo Parmense - San Secondo Parmense, † 1521)
- Troilo III de' Rossi, condottiero italiano (San Secondo Parmense, n. 1574 - San Secondo Parmense, † 1593)
- Troilo IV de' Rossi, condottiero italiano (San Secondo Parmense, n. 1601 - Milano, † 1635)
- Ugolino de' Rossi, condottiero italiano

## Costituzionalisti(1)
- Emanuele Rossi, costituzionalista e giurista italiano (Pontremoli, n. 1958)

## Costumiste(1)
- Daniela Rossi, costumista, stilista e scenografa italiana (Roma)

## Cuoche(1)
- Benedetta Rossi, cuoca, blogger e conduttrice televisiva italiana (Porto San Giorgio, n. 1972)

## Danzatori(1)
- Giorgio Rossi, danzatore e coreografo italiano (Tradate, n. 1960)

## Diplomatici(1)
- Paolo Alberto Rossi, diplomatico italiano (Roma, n. 1887 - Roma, † 1969)

## Direttori d'orchestra(2)
- Giovanni Gaetano Rossi, direttore d'orchestra e compositore italiano (Borgo San Donnino, n. 1828 - Genova, † 1886)
- Mario Rossi, direttore d'orchestra italiano (Roma, n. 1902 - Roma, † 1992)

## Dirigenti sportivi(2)
- Giovanni Rossi, dirigente sportivo e ex calciatore italiano (Massa, n. 1966)
- Marco Rossi, dirigente sportivo e ex calciatore italiano (Seravezza, n. 1978)

## Doppiatori(3)
- Alessandro Rossi, doppiatore, direttore del doppiaggio e dialoghista italiano (Roma, n. 1955)
- Massimo Rossi, doppiatore e direttore del doppiaggio italiano (Roma, n. 1955)
- Riccardo Rossi, doppiatore e direttore del doppiaggio italiano (Roma, n. 1963)

## Doppiatrici(1)
- Cristiana Rossi, doppiatrice italiana (Gargnano, n. 1973)

## Economisti(2)
- Lionello Rossi, economista italiano (Isola della Scala, n. 1890 - Padova, † 1969)
- Salvatore Rossi, economista, banchiere e dirigente d'azienda italiano (Bari, n. 1949)

## Egittologi(1)
- Francesco Rossi, egittologo italiano (Torino, n. 1827 - Torino, † 1912)

## Fantini(2)
- Filippo Rossi, fantino italiano (Siena, n. 1775 - Siena, † 1825)
- Giovanni Rossi, fantino italiano (Bagnaia, n. 1724)

## Filologi(1)
- Vittorio Rossi, filologo e storico della letteratura italiano (Venezia, n. 1865 - Roma, † 1938)

## Filosofi(4)
- Emanuele Rossi, filosofo e politico italiano (Aci Catena, n. 1760 - Aci Catena, † 1835)
- Mario Manlio Rossi, filosofo e anglista italiano (Reggio Emilia, n. 1895 - † 1971)
- Pietro Rossi, filosofo italiano (Torino, n. 1930 - † 2023)
- Tommaso Rossi, filosofo italiano (San Giorgio la Montagna, n. 1673 - Benevento, † 1743)

## Fisici(2)
- Bruno Rossi, fisico italiano (Venezia, n. 1905 - Cambridge, † 1993)
- Giancarlo Rossi, fisico italiano (Roma, n. 1943 - Rocca di Papa, † 2025)

## Fumettisti(4)
- Luca Rossi, fumettista italiano (Verona, n. 1969)
- Mario Rossi, fumettista italiano (Brescia, n. 1963)
- Mario Rossi, fumettista italiano (Genova, n. 1946)
- Rossano Rossi, fumettista italiano (Arezzo, n. 1964)

## Funzionari(1)
- Francesco Rossi, prefetto e politico italiano (Fossombrone, n. 1868 - Fossombrone, † 1943)

## Generali(11)
- Aldo Rossi, generale italiano (Novara, n. 1898 - Roma, † 1990)
- Bernardo de' Rossi, generale e politico italiano (Collecchio, † 1248)
- Carlo Rossi, generale italiano (Celenza Valfortore, n. 1880 - Torino, † 1967)
- Cesare Rossi, generale italiano (Milano, n. 1892 - Bornasco, † 1945)
- Domenico Rossi, generale e politico italiano (Roma, n. 1951)
- Federico I de' Rossi, generale italiano (San Secondo Parmense, n. 1580 - San Secondo Parmense, † 1632)
- Francesco Rossi, generale italiano (Cesena, n. 1885 - Forlì, † 1976)
- Mario Rossi, generale italiano (Napoli, n. 1922 - Roma, † 2017)
- Pier Maria III de' Rossi, generale italiano (San Secondo Parmense, n. 1504 - San Secondo Parmense, † 1547)
- Rolando de' Rossi, generale italiano (Parma - Padova, † 1345)
- Sigismondo de' Rossi, generale e condottiero italiano (San Secondo Parmense, n. 1524 - † 1580)

## Giocatori di beach volley(1)
- Enrico Rossi, giocatore di beach volley italiano (n. 1993)

## Giornaliste(1)
- Giorgia Rossi, giornalista e conduttrice televisiva italiana (Roma, n. 1987)

## Giornalisti(7)
- Adolfo Rossi, giornalista, scrittore e diplomatico italiano (Valdentro di Lendinara, n. 1857 - Buenos Aires, † 1921)
- Emilio Rossi, giornalista e scrittore italiano (Genova, n. 1923 - Roma, † 2008)
- Franco Rossi, giornalista italiano (Firenze, n. 1944 - Milano, † 2013)
- Luigi Rossi, giornalista, scrittore e critico musicale italiano (Robbio, n. 1929 - Milano, † 1999)
- Paolo Rossi, giornalista e politico italiano (Varese, n. 1958)
- Gianni Scipione Rossi, giornalista e saggista italiano (Viterbo, n. 1953)
- Vittorio Giovanni Rossi, giornalista e scrittore italiano (Santa Margherita Ligure, n. 1898 - Roma, † 1978)

## Giuristi(3)
- Guido Rossi, giurista, avvocato e politico italiano (Milano, n. 1931 - Milano, † 2017)
- Paolo Rossi, giurista e politico italiano (Bordighera, n. 1900 - Lucca, † 1985)
- Pellegrino Rossi, giurista, politico e diplomatico italiano (Carrara, n. 1787 - Roma, † 1848)

## Grecisti(1)
- Luigi Enrico Rossi, grecista e filologo classico italiano (Roma, n. 1933 - Roma, † 2009)

## Hockeiste su prato(1)
- Mariana Rossi, ex hockeista su prato argentina (n. 1979)

## Hockeisti su ghiaccio(2)
- Franco Rossi, hockeista su ghiaccio e dirigente sportivo italiano (Milano, n. 1916 - Alassio, † 2006)
- Marco Rossi, ex hockeista su ghiaccio italiano (Asiago, n. 1986)

## Hockeisti su pista(1)
- Francesco Rossi, hockeista su pista italiano (Bassano del Grappa, n. 1993)

## Hockeisti su prato(1)
- Lucas Rossi, hockeista su prato argentino (Buenos Aires, n. 1985)

## Imprenditori(4)
- Alessandro Rossi, imprenditore e politico italiano (Schio, n. 1819 - Santorso, † 1898)
- Alfredo Rossi, imprenditore, produttore discografico e editore italiano (Rimini, n. 1925 - Milano, † 2008)
- Maurizio Rossi, imprenditore e politico italiano (Genova, n. 1957)
- Sergio Rossi, imprenditore e dirigente sportivo italiano (Torino, n. 1923 - Torino, † 2004)

## Incisori(1)
- Girolamo Rossi, incisore italiano (Roma, n. 1682 - † 1762)

## Informatiche(1)
- Francesca Rossi, informatica italiana (Ancona)

## Ingegneri(3)
- Alessandro Rossi, ingegnere e imprenditore italiano (Schio, n. 1921 - Cortina d'Ampezzo, † 2010)
- Federico Rossi, ingegnere italiano (Vallo della Lucania, n. 1948 - Napoli, † 2020)
- Mattia de Rossi, ingegnere e architetto italiano (Roma, n. 1637 - Roma, † 1695)

## Librettisti(1)
- Gaetano Rossi, librettista italiano (Verona, n. 1774 - Verona, † 1855)

## Linguisti(2)
- Adriano Valerio Rossi, linguista e filologo italiano (Roma, n. 1947)
- Giuseppe Carlo Rossi, linguista italiano (Corbetta, n. 1908 - Roma, † 1983)

## Magistrati(1)
- Nello Rossi, magistrato italiano (Salerno, n. 1947)

## Medici(6)
- Mario Rossi, medico e attivista italiano (Costa di Rovigo, n. 1925 - Roma, † 1976)
- Baldo Rossi, medico e politico italiano (Pioltello, n. 1868 - Milano, † 1932)
- Ettore Rossi, medico svizzero (Locarno, n. 1915 - Berna, † 1998)
- Giovanni Rossi, medico italiano (Sarzana, n. 1801 - Parma, † 1853)
- Pasquale Rossi, medico italiano (Cosenza, n. 1867 - Dipignano, † 1905)
- Pietro Rossi, medico e zoologo italiano (Firenze, n. 1738 - Pisa, † 1804)

## Militari(12)
- Alberto Rossi, militare italiano (Milano, n. 1915 - Campagna italiana di Russia, † 1942)
- Ercole Rossi, militare italiano (Secugnago, n. 1899 - Yol, † 1942)
- Ferrante de' Rossi, militare italiano (San Secondo Parmense - Boemia, † 1618)
- Francesco Rossi, militare italiano (Paganica, n. 1865 - campagna di Cessalto, † 1917)
- Francesco Rossi, militare italiano (Bertinoro, n. 1888 - Monte Tondarecar, † 1917)
- Giuseppe Rossi, militare e politico italiano (Buttigliera d'Asti, n. 1797 - Torino, † 1880)
- Giuseppe Rossi, militare e imprenditore italiano (Carpaneto Piacentino, n. 1881 - † 1957)
- Giuseppe Rossi, militare italiano (Parma, n. 1921 - Russia, † 1943)
- Guglielmo de' Rossi, militare italiano (Parma - Padova, † 1339)
- Norberto Rossi, militare italiano (Genova, n. 1921 - Mogoris Vrebac, † 1943)
- Orlando Carlo de' Rossi, militare italiano (Mantova, n. 1575 - † 1618)
- Vincenzo Rossi, militare italiano (Carpi, n. 1877 - Langfang, † 1900)

## Montatrici(1)
- Rita Rossi, montatrice italiana

## Multiplisti(1)
- Marco Rossi, ex multiplista italiano (Bolzano, n. 1963)

## Musicisti(1)
- Baldo Rossi, musicista italiano (Firenze, n. 1914 - Ronciglione, † 1978)

## Nobildonne(1)
- Donella de' Rossi, nobildonna italiana (San Secondo Parmense, n. 1435)

## Nobili(5)
- Bertrando de' Rossi, nobile italiano (n. 1429 - † 1502)
- Camilla de' Rossi, nobile italiana (San Secondo Parmense, n. 1516 - Cortemaggiore, † 1543)
- Scipione I de' Rossi, nobile e condottiero italiano (San Secondo Parmense, n. 1628 - Farfengo, † 1715)
- Scipione II de' Rossi, nobile italiano (San Secondo Parmense, n. 1715 - Venezia, † 1802)
- Troilo II de' Rossi, nobile e militare italiano (San Secondo - San Secondo, † 1591)

## Nuotatori(1)
- Franco Rossi, nuotatore, schermidore e tennistavolista italiano (Narni, n. 1934 - † 2001)

## Operaie(1)
- Gabriella Rossi, operaia e politica italiana (Modena, n. 1921 - Modena, † 1992)

## Organari(1)
- Giacinto Rossi, organaro italiano (San Martino Paravanico, n. 1724 - San Martino Paravanico, † 1796)

## Ostacolisti(1)
- Mauro Rossi, ex ostacolista italiano (Roma, n. 1973)

## Pallanuotisti(4)
- Dante Rossi, pallanuotista italiano (Bologna, n. 1936 - Lavagna, † 2013)
- Enrico Rossi, pallanuotista, nuotatore e calciatore italiano (Genova, n. 1881 - Castagnevizza del Carso, † 1917)
- Leo Rossi, pallanuotista brasiliano (n. 1927 - Rio de Janeiro, † 2011)
- Simone Rossi, pallanuotista italiano (Brescia, n. 1992)

## Pallavolisti(1)
- Andrea Rossi, pallavolista italiano (Bibbiena, n. 1989)

## Parolieri(1)
- Carlo Rossi, paroliere e produttore discografico italiano (Roma, n. 1920 - Roma, † 1989)

## Partigiane(2)
- Ada Rossi, partigiana, antifascista e insegnante italiana (Golese, n. 1899 - Roma, † 1993)
- Modesta Rossi, partigiana italiana (Bucine, n. 1914 - Solaia di Monte San Savino, † 1944)

## Partigiani(5)
- Angelo Rossi, partigiano e attivista italiano (Grosseto, n. 1915 - Grosseto, † 1987)
- Gastone Rossi, partigiano italiano (Marzabotto, n. 1928 - Marzabotto, † 1944)
- Giovanni Rossi, partigiano italiano (Sassuolo, n. 1913 - Frassinoro, † 1944)
- Italo Rossi, partigiano italiano (Casale Monferrato, n. 1914 - Cuorgnè, † 1944)
- Marco Dino Rossi, partigiano italiano (Genova, n. 1922 - Sanremo, † 1944)

## Patriarchi cattolici(1)
- Antonio Anastasio Rossi, patriarca cattolico italiano (Milano, n. 1864 - Pompei, † 1948)

## Patrioti(3)
- Adamo Rossi, patriota e bibliotecario italiano (Petrignano d'Assisi, n. 1821 - Perugia, † 1891)
- Andrea Rossi, patriota e militare italiano (Diano Marina, n. 1814 - Diano Marina, † 1898)
- Antonio Rossi, patriota italiano (Governolo, n. 1835 - Siracusa, † 1876)

## Pianisti(1)
- Nino Rossi, pianista e compositore italiano (Forlì, n. 1895 - Fortezza, † 1952)

## Piloti automobilistici(2)
- Alexander Rossi, pilota automobilistico statunitense (Nevada City, n. 1991)
- Louis Rossi, pilota automobilistico e pilota motociclistico francese (Le Mans, n. 1989)

## Piloti motociclistici(5)
- Daniele Rossi, pilota motociclistico italiano (Seriate, n. 1987)
- Gianmarco Rossi, pilota motociclistico italiano (Sanremo, n. 1962)
- Graziano Rossi, pilota motociclistico italiano (Pesaro, n. 1954)
- Riccardo Rossi, pilota motociclistico italiano (Genova, n. 2002)
- Valentino Rossi, pilota motociclistico, pilota automobilistico e dirigente sportivo italiano (Urbino, n. 1979)

## Pittori(20)
- Angelo Rossi, pittore italiano (Roma, n. 1881 - Roma, † 1967)
- Attilio Rossi, pittore e grafico italiano (Albairate, n. 1909 - Milano, † 1994)
- Bernardino de Rossi, pittore italiano
- David Rossi, pittore, decoratore e architetto italiano (Thiene, n. 1741 - Venezia, † 1827)
- Domenico Rossi, pittore italiano (Seriate, n. 1911 - Bergamo, † 1955)
- Enrico Rossi, pittore italiano (Napoli, n. 1858 - † 1916)
- Enzo Rossi, pittore italiano (Perugia, n. 1915 - Roma, † 1998)
- Giorgio Sallustio Rossi, pittore e decoratore italiano (Tamara, n. 1891 - Ferrara, † 1982)
- Giovan Battista Rossi, pittore italiano
- Vanni Rossi, pittore italiano (Ponte San Pietro, n. 1894 - Milano, † 1973)
- Giulio Rossi, pittore e fotografo italiano (Milano, n. 1823 - Milano, † 1884)
- Glauco Rossi, pittore italiano (Narni, n. 1909 - Narni, † 2001)
- Ilario Rossi, pittore e incisore italiano (Bologna, n. 1911 - Bologna, † 1994)
- Gino Rossi, pittore italiano (Venezia, n. 1884 - Treviso, † 1947)
- Luigi Rossi, pittore e illustratore svizzero (Cassarate, n. 1853 - Tesserete, † 1923)
- Mariano Rossi, pittore italiano (Sciacca, n. 1731 - Roma, † 1807)
- Nicola Maria Rossi, pittore italiano (Napoli, n. 1690 - Napoli, † 1758)
- Nunzio Rossi, pittore italiano (Napoli, n. 1626 - Sicilia, † 1651)
- Pio Rossi, pittore italiano (Forlì, n. 1886 - Pordenone, † 1969)
- Silvio Livio Rossi, pittore italiano (Mantova, n. 1906 - Milano, † 2005)

## Poeti(5)
- Giacomo Rossi, poeta, traduttore e librettista italiano
- Gian Vittorio Rossi, poeta, filologo e storico italiano (Roma, n. 1570 - Roma, † 1647)
- Giuliano Rossi, poeta italiano (Sestri Ponente - † 1657)
- Stefano Rossi, poeta italiano (Taggia, n. 1576 - † 1655)
- Tiziano Rossi, poeta italiano (Milano, n. 1935)

## Politiche(3)
- Maria Maddalena Rossi, politica, antifascista e giornalista italiana (Codevilla, n. 1906 - Milano, † 1995)
- Maria Veronica Rossi, politica italiana (Ferentino, n. 1988)
- Mariarosaria Rossi, politica italiana (Piedimonte Matese, n. 1972)

## Politici(39)
- Agustín Rossi, politico argentino (Vera, n. 1959)
- Alberto Rossi, politico italiano (Vigasio, n. 1943)
- Alessandro Rossi, politico sammarinese (Rimini, n. 1967)
- Amilcare Rossi, politico italiano (Lanuvio, n. 1895 - Roma, † 1977)
- Andrea Rossi, politico italiano (Scandiano, n. 1976)
- Angelo Rossi, politico italiano (Bovino, n. 1933)
- Angelo Rossi, politico italiano (Oneglia, n. 1838 - Torino, † 1913)
- Angelo Joseph Rossi, politico statunitense (Volcano, n. 1878 - San Francisco, † 1948)
- Angelo Rossi, politico italiano (Roma, n. 1976)
- Antonio Rossi, politico e ex canoista italiano (Lecco, n. 1968)
- Dante Rossi, politico e sindacalista italiano (Anghiari, n. 1919 - Anghiari, † 2008)
- Dante Rossi, politico sammarinese († 2024)
- Deo Rossi, politico italiano (Trieste, n. 1920 - † 2001)
- Edo Rossi, politico e sindacalista italiano (Castellucchio, n. 1951 - Goito, † 2021)
- Enrico Rossi, politico italiano (Bientina, n. 1958)
- Ernesto Rossi, politico, giornalista e antifascista italiano (Caserta, n. 1897 - Roma, † 1967)
- Fabrizio Rossi, politico italiano (Montalcino, n. 1975)
- Fernando Rossi, politico italiano (Portomaggiore, n. 1946)
- Gian Pietro Rossi, politico e imprenditore italiano (Olgiate Olona, n. 1927 - Busto Arsizio, † 2019)
- Giancarlo Rossi, politico italiano (Correggio, n. 1925 - San Colombano al Lambro, † 2013)
- Gianluca Rossi, politico italiano (Terni, n. 1965)
- Guido Giuseppe Rossi, politico italiano (Saluzzo, n. 1968)
- Ivo Rossi, politico italiano (Padova, n. 1955)
- Luciano Rossi, politico italiano (Foligno, n. 1953)
- Luigi Rossi, politico italiano (Codigoro, n. 1910 - † 1997)
- Luigi Rossi, politico italiano (Mortara, n. 1795 - Mortara, † 1860)
- Massimo Rossi, politico italiano (Fermo, n. 1957)
- Matteo Rossi, politico italiano (n. 1879 - † 1951)
- Nicola Rossi, politico e economista italiano (Andria, n. 1951)
- Oreste Rossi, politico italiano (Alessandria, n. 1964)
- Ottaviano Rossi, politico sammarinese (n. 1952)
- Paolo Mario Rossi, politico italiano (Carrara, n. 1921 - † 1995)
- Pelagio Rossi, politico italiano (Napoli, n. 1875)
- Raffaele Rossi, politico italiano (Perugia, n. 1923 - Perugia, † 2010)
- Riccardo Rossi, politico italiano (Trani, n. 1964)
- Sergio Rossi, politico italiano (Carpi, n. 1925 - Modena, † 2015)
- Tommaso Rossi, politico italiano (Cardeto, n. 1927 - Reggio Calabria, † 2012)
- Ugo Rossi, politico italiano (Milano, n. 1963)
- Viktor Rossi, politico svizzero (Lugano, n. 1968)

## Poliziotti(1)
- Filippo Rossi, poliziotto italiano (Lodi, n. 1820 - Trieste)

## Presbiteri(10)
- Achille Rossi, presbitero, filosofo e educatore italiano (Città di Castello, n. 1940)
- Angelo Benedetto Rossi, presbitero e pittore italiano (Montoggio, n. 1694 - Pavia, † 1755)
- Berardo Rossi, presbitero, religioso e scrittore italiano (Montecuccolo, n. 1922 - Parma, † 2013)
- Giambattista Rossi, presbitero italiano (Ripacandida, n. 1690 - Ripacandida, † 1746)
- Giovan Battista Rossi, presbitero italiano (Noale, n. 1737 - Treviso, † 1826)
- Giovanni Rossi, presbitero e scrittore italiano (San Lorenzo Maggiore, n. 1785 - Napoli, † 1867)
- Giovanni Rossi, presbitero italiano (Parigi, n. 1887 - Assisi, † 1975)
- Giovanni Maria Rossi, presbitero, compositore e musicista italiano (Milano, n. 1929 - Milano, † 2004)
- Giuseppe Rossi, presbitero italiano (Varallo Pombia, n. 1912 - Castiglione d'Ossola, † 1945)
- Luciano Rossi, presbitero e poeta italiano (Campo Ligure, n. 1683 - † 1754)

## Psichiatri(1)
- Marco Rossi, psichiatra e sessuologo italiano (Pavia, n. 1965)

## Pugili(1)
- Gino Rossi, pugile italiano (Piacenza, n. 1908 - Milano, † 1987)

## Registi(3)
- Alessandro Rossi, regista italiano (Bologna, n. 1970)
- Franco Rossi, regista, sceneggiatore e direttore del doppiaggio italiano (Firenze, n. 1919 - Roma, † 2000)
- Giuseppe Aldo Rossi, regista, sceneggiatore e enigmista italiano (Roma, n. 1913 - Roma, † 2020)

## Religiosi(1)
- Giovanni Battista Rossi, religioso italiano (Ravenna, n. 1507 - Roma, † 1578)

## Rugbisti a 15(2)
- Guido Rossi, ex rugbista a 15 italiano (Treviso, n. 1959)
- Simone Rossi, ex rugbista a 15 italiano (Milano, n. 1991)

## Saggisti(1)
- Marcello Rossi, saggista, autore televisivo e direttore artistico italiano (Roma, n. 1972)

## Sceneggiatori(1)
- Moraldo Rossi, sceneggiatore e regista italiano (Venezia, n. 1926 - Roma, † 2021)

## Schermidori(2)
- Francesco Rossi, schermidore italiano (Torino, n. 1966)
- Matteo Rossi, schermidore italiano (Ravenna, n. 2005)

## Schermitrici(1)
- Veronica Rossi, schermitrice italiana (Pisa, n. 1978)

## Sciatrici alpine(2)
- Livia Rossi, sciatrice alpina svizzera (n. 2001)
- Magda Rossi, ex sciatrice alpina italiana (n. 1950)

## Scienziati(1)
- Francesco Rossi, scienziato italiano (Scavarda, n. 1794 - Torino, † 1858)

## Scrittori(8)
- Antonio Rossi, scrittore, traduttore e poeta svizzero (Maroggia, n. 1952)
- Franz Rossi, scrittore e blogger italiano (Venezia, n. 1964)
- Gianfranco Rossi, scrittore e poeta italiano (Ferrara, n. 1931 - Ferrara, † 2000)
- Giovanni Rossi, scrittore, giornalista e critico musicale italiano (Modena, n. 1974)
- Nerino Rossi, scrittore, giornalista e politico italiano (Castenaso, n. 1925 - Roma, † 2014)
- Piero Rossi, scrittore, alpinista e fotografo italiano (Roma, n. 1930 - Belluno, † 1983)
- Romualdo Rossi, scrittore e giornalista italiano (Goro, n. 1877 - Roma, † 1968)
- Vincenzo Rossi, scrittore e poeta italiano (Cerro al Volturno, n. 1924 - Cerro al Volturno, † 2013)

## Scrittrici(1)
- Patrizia Rossi, scrittrice italiana (Milano, n. 1951)

## Scultori(3)
- Giorgio Rossi, scultore e pittore italiano (San Piero a Sieve, n. 1892 - Firenze, † 1963)
- Giovanni Francesco Rossi, scultore italiano (Fivizzano)
- Remo Rossi, scultore svizzero (Locarno, n. 1909 - Berna, † 1982)

## Sindacalisti(4)
- Aride Rossi, sindacalista e politico italiano (Forlimpopoli, n. 1922 - Roma, † 2011)
- Cesare Rossi, sindacalista, giornalista e politico italiano (Pescia, n. 1887 - Roma, † 1967)
- Ermenegildo Rossi, sindacalista italiano (Viterbo, n. 1963)
- Giuseppe Rossi, sindacalista e politico italiano (Firenze, n. 1904 - † 1948)

## Soprani(1)
- Henriette Sontag, soprano e attrice teatrale tedesca (Coblenza, n. 1805 - Messico, † 1854)

## Stilisti(1)
- Sergio Rossi, stilista e imprenditore italiano (San Mauro Pascoli, n. 1935 - Cesena, † 2020)

## Storici(3)
- Azaria de' Rossi, storico e medico italiano (Mantova, n. 1513 - † 1574)
- Gianluigi Rossi, storico italiano (Lanciano, n. 1941)
- Girolamo Rossi, storico, filosofo e medico italiano (Ravenna, n. 1539 - Ravenna, † 1607)

## Storici dell'arte(1)
- Gregorio Rossi, storico dell'arte italiano (Massa Marittima, n. 1951)

## Telecroniste sportive(1)
- Barbara Rossi, telecronista sportiva, ex tennista e allenatrice di tennis italiana (Milano, n. 1961)

## Tennistavoliste(1)
- Giada Rossi, tennistavolista italiana (San Vito al Tagliamento, n. 1994)

## Terroristi(1)
- Mario Rossi, ex terrorista italiano (Genova, n. 1942)

## Tipografe(1)
- Giovanna Rossi, tipografa italiana

## Tiratrici a volo(2)
- Fiammetta Rossi, tiratrice a volo italiana (Foligno, n. 1995)
- Jessica Rossi, tiratrice a volo italiana (Cento, n. 1992)

## Tripliste(1)
- Loredana Rossi, ex triplista italiana (Imperia, n. 1967)

## Tuffatrici(1)
- Bruna Rossi, ex tuffatrice italiana (Roma, n. 1948)

## Velociste(1)
- Erica Rossi, ex velocista italiana (Bolzano, n. 1955)

## Vescovi cattolici(12)
- Bernardo Rossi, vescovo cattolico italiano (San Secondo Parmense, n. 1432 - Roma, † 1468)
- Bernardo de' Rossi, vescovo cattolico italiano (Parma, n. 1468 - Parma, † 1527)
- Carlo Rossi, vescovo cattolico italiano (Torino, n. 1890 - † 1980)
- Francesco Rossi, vescovo cattolico italiano (Milano, n. 1903 - Milano, † 1972)
- Giacinto Rossi, vescovo cattolico e teologo italiano (Diano Serreta, n. 1826 - Genova, † 1899)
- Giacomo de' Rossi, vescovo cattolico italiano (Parma - San Secondo Parmense, † 1418)
- Giovan Girolamo de' Rossi, vescovo cattolico e umanista italiano (San Secondo Parmense, n. 1505 - Prato, † 1564)
- Giovanni Battista Rossi, vescovo cattolico italiano (Signa, n. 1777 - Pistoia, † 1849)
- Mario Rossi, vescovo cattolico italiano (Massino Visconti, n. 1914 - Vigevano, † 1988)
- Romano Rossi, vescovo cattolico italiano (Montevarchi, n. 1947)
- Ugolino de' Rossi, vescovo cattolico italiano (San Secondo Parmense - Milano, † 1377)
- Umberto Rossi, vescovo cattolico italiano (Casorzo, n. 1879 - Asti, † 1952)

## Violinisti(2)
- Davide Rossi, violinista e produttore discografico italiano (Torino, n. 1970)
- Ferrer Rossi, violinista e compositore italiano (Cesenatico, n. 1910 - † 1986)

## Violisti(1)
- Danilo Rossi, violista italiano (Forlì, n. 1965)

## Violoncellisti(2)
- Abner Rossi, violoncellista, chitarrista e compositore italiano (Mantova, n. 1908 - Milano, † 1987)
- Franco Rossi, violoncellista italiano (Venezia, n. 1921 - Firenze, † 2006)

## Senza attività specificata(4)
- Christine Rossi, ex sciatrice freestyle francese (n. 1963)
- Ettore Rossi, turcologo e orientalista italiano (Secugnago, n. 1894 - Roma, † 1955)
- Porzia de' Rossi, italiana (Napoli - Napoli, † 1556)
- Sergio Rossi, ex politico italiano (Rovato, n. 1952)